# Perspectiva cavallera

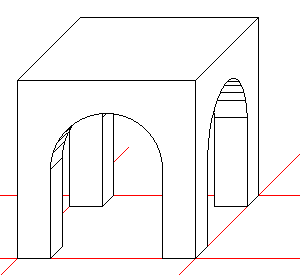
Perspectiva cavallera. La semicircumferència paral·lela al pla frontal està en veritable magnitud (sense patir deformacions)

La perspectiva cavallera és un sistema de projecció gràfica paral·lela obliqua, en el qual les dimensions del pla projectant frontal, com les dels elements paral·lels a aquest, estan en veritable magnitud.

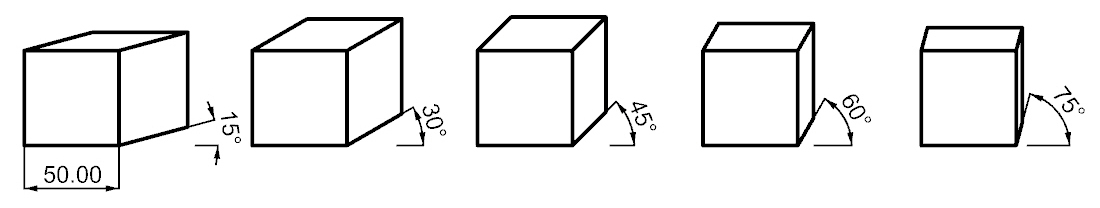
Cub en perspectiva cavallera de 15°, 30°, 45°, 60° i 75°.

En perspectiva cavallera, dues dimensions del volum a representar es projecten en veritable magnitud (l'alt i l'ample) i la tercera (la profunditat) amb un coeficient de reducció. Les dues dimensions sense distorsió angular amb les seves longituds a escala són l'amplada i alçada (x, z), mentre que la dimensió que reflecteix la profunditat (i) es redueix en una proporció determinada. 1:2, 2:3 o 3:4 solen ser els coeficients de reducció més habituals.
Els eixos X i Z formen un angle de 90°, i l'eix I sol tenir 45° (o 135°) respecte a ambdós. S'hi adopten, per convenció, angles iguals o múltiples de 30° i 45°, deixant de banda 90°, 180°, 270° i 360° per raons òbvies.
Es pot dibuixar fàcilment un volum a partir d'una vista lateral o alçat, traçant a partir de cada vèrtex línies paral·leles, per reflectir la profunditat del volum.
Aquest tipus de projecció és freqüentment utilitzada per la seva facilitat d'execució, encara que el resultat final no dona una imatge tan real com la que s'obtindria amb una projecció cònica.

## Història
El significat del terme cavallera s'ha de trobar en l'origen històric de l'ús d'aquesta perspectiva. Va ser considerada des del seu començament com una manera convencional de representar els objectes vistos des de dalt. L'observador podia ser un cavaller que, des de la seva cavalcadura, distingia els objectes a una alçada més gran que la d'un infant en la seva posició a peu dret.

## Traçat
Traçat de la perspectiva cavallera:
Si sobre els eixos posem les coordenades d'un punt, fent les paral·leles corresponents als eixos situem el punt en l'espai, segons la perspectiva cavallera.
|  |  |  |  |